# ラク人
ラク人（Laks）は北コーカサスのダゲスタン内の「ラキア (コーカサス)（Lakia）」として知られている内陸地域に居住する北東コーカサス系の民族である。

## 概要
ラク語を話す。歴史的にダゲスタンのラクスキー地区とクリンスキー地区に住んでいる。人口は約20万人。